# Drusus noricus
Drusus noricus là một loài Trichoptera trong họ Limnephilidae. Chúng phân bố ở miền Cổ bắc.